# 费尔登县
費爾登縣（Landkreis Verden）是德國下薩克森州的一個县，首府阿勒尔河畔费尔登。